# 魏书生
魏书生（1950年5月4日—），男，河北交河人，中华人民共和国教育实践家。中国共产党第十三、十四、十五、十六、十七次全国代表大会代表。

## 生平
1968年，18岁的魏书生因上山下乡，来到盘锦。一年后，成为教师。1974年加入中国共产党。1986年，任盘锦市实验中学校长，1997年，任盘锦市教育局局长。辽宁省盘锦市教育局党委书记兼局长、国家教育行政学院兼职教授、全国中学学习科学研究会理事长。

## 奖项和荣誉
先后被评为特级教师、全国优秀班主任、五一劳动奖章获得者、全国劳动模范、全国中青年有突出贡献的专家、首届“中国十大杰出青年”、省功勋教师。

## 纪念与影响
浙江省台州市书生中学，以魏书生的名字命名，魏书生任该校董事长。这是中华人民共和国首次以在职教育工作者的名字命名的学校。